# Lucy Wambui Murigi
Lucy Wambui Murigi (née le 7 juillet 1985) est une coureuse de fond kényane spécialisée en course en montagne. Elle a remporté deux titres de championne du monde de course en montagne en 2017 et 2018.

## Biographie
Elle est l'une des premières athlètes kényanes à rejoindre l'équipe autrichienne run2gether, fondée en 2009 par l'ancien coureur d'orientation Thomas Krejci,.
Le 15 mars 2014, elle remporte la course de Chiètres en établissant un nouveau record en 49 min 27 s 1. Elle remporte la victoire à Thyon-Dixence le 3 août en signant un nouveau record qu'elle améliore l'année suivante en devenant la seule femme à descendre sous la barre des 1 h 20 avec un temps de 1 h 19 min 51 s 5. À la suite de ses succès en Autriche, l'équipe run2gether décide qu'elle doit représenter son pays aux championnats du monde de course en montagne 2014 à Casette di Massa. L'équipe met alors tout en œuvre pour convaincre la fédération kényane d'athlétisme d'envoyer pour la première fois de l'histoire une délégation kényane aux championnats du monde de course en montagne. Lucy y prouve son talent en décrochant la médaille d'argent derrière la multiple championne du monde Andrea Mayr.
Sans support de sa fédération en 2015 et 2016, Lucy doit attendre 2017 pour se présenter à nouveau aux championnats du monde de course en montagne à Premana. Elle y effectue une excellente course et au terme d'un duel serré avec Andrea Mayr, elle parvient à battre l'Autrichienne pour décrocher son premier titre.
L'année suivante à Canillo, elle défend avec succès son titre, remportant la course devant la Suissesse Maude Mathys et sa compatriote Viola Jelagat.
Annoncée comme l'une des grandes favorites pour l'édition 2019 de Sierre-Zinal, elle chute en début de course et se blesse légèrement à une jambe. Elle préfère abandonner plutôt que de continuer dans la douleur. Elle doit ensuite renoncer à prendre le départ de la Drei Zinnen Alpine Run, étant malade. Elle fait finalement son retour lors de la finale de la Coupe du monde de course en montagne à Šmarna Gora qu'elle remporte. Grâce à sa victoire en début de saison à la Short-Race du Lac d'Annecy, elle se classe deuxième de la Coupe du monde. Prête à défendre son titre en tant que grande favorite, elle ne peut pas participer aux championnats du monde de course en montagne 2019 à Villa La Angostura, l'équipe kényane n'ayant pas pu obtenir de visas. En décembre, elle annonce qu'elle quitte l'équipe autrichienne run2gether et rejoint le club italien Atletica Saluzzo pour sa saison 2020.
Le 22 février 2020, elle se fait battre contre toute attente par Purity Kajuju Gitonga lors de l'édition inaugurale de la course de montagne du mont Kenya.
Le 31 juillet 2022, elle s'élance sur le Giir di Mont et talonne l'Américaine Hillary Gerardi en tête. À mi-parcours, elle parvient à doubler l'Américaine mais se fait ensuite rattraper puis doubler par l'Italienne Elisa Desco dans les derniers kilomètres. Le 2 octobre, elle domine le Zumaia Flysch Trail Maratoia Erdia de bout en bout et remporte la victoire en 1 h 39 min 59 s, signant un nouveau record du parcours. Grâce à ses deux podiums, elle remporte le classement Long de la Coupe du monde de course en montagne. Elle termine en outre troisième du classement général.

## Palmarès

### Route
| Année | Compétition                   | Lieu               | Place | Épreuve          | Performance     |
| ----- | ----------------------------- | ------------------ | ----- | ---------------- | --------------- |
| 2009  | Semi-marathon Gutenberg       | Mayence            | 1re   | Semi-marathon    | 1 h 19 min 44 s |
| 2011  | Semi-marathon de Bratislava   | Bratislava         | 1re   | Semi-marathon    | 1 h 11 min 51 s |
| 2011  | Semi-marathon de Wachau       | Krems an der Donau | 3e    | Semi-marathon    | 1 h 14 min 10 s |
| 2011  | Marathon de Dublin            | Dublin             | 7e    | Marathon         | 2 h 40 min 20 s |
| 2012  | Marathon de Bratislava        | Bratislava         | 1re   | Marathon         | 2 h 42 min 41 s |
| 2012  | Kärnten Läuft                 | Klagenfurt         | 1re   | Semi-marathon    | 1 h 14 min 5 s  |
| 2014  | Course de Chiètres            | Chiètres           | 1re   | 15 kilomètres    | 49 min 27 s     |
| 2014  | Semi-marathon Stramilano      | Milan              | 1re   | Semi-marathon    | 1 h 10 min 51 s |
| 2014  | Marathon de Skopje            | Skopje             | 1re   | Marathon         | 2 h 37 min 47 s |
| 2014  | Kärnten Läuft                 | Klagenfurt         | 1re   | Semi-marathon    | 1 h 11 min 34 s |
| 2014  | Marathon de Florence          | Florence           | 3e    | Marathon         | 2 h 40 min 2 s  |
| 2015  | Semi-marathon Stramilano      | Milan              | 3e    | Semi-marathon    | 1 h 11 min 19 s |
| 2015  | Semi-marathon de Karlovy Vary | Karlovy Vary       | 4e    | Semi-marathon    | 1 h 12 min 6 s  |
| 2015  | Cortina-Dobbiaco Run          | Dobbiaco           | 1re   | 30 kilomètres    | 1 h 50 min 37 s |
| 2016  | Course de Chiètres            | Chiètres           | 2e    | 15 kilomètres    | 49 min 55 s     |
| 2016  | Giro Media Blenio             | Dongio             | 2e    | 10 kilomètres    | 34 min 24 s     |
| 2016  | Semi-marathon des Doges       | Mira               | 1re   | Semi-marathon    | 1 h 12 min 30 s |
| 2016  | Kärnten Läuft                 | Klagenfurt         | 2e    | Semi-marathon    | 1 h 18 min 3 s  |
| 2016  | Marathon des Alpes-Maritimes  | Cannes             | 3e    | Marathon         | 2 h 42 min 38 s |
| 2017  | Course de Chiètres            | Chiètres           | 3e    | 15 kilomètres    | 53 min 27 s     |
| 2017  | Semi-marathon de Turin        | Turin              | 4e    | Semi-marathon    | 1 h 19 min 12 s |
| 2017  | Semi-marathon de Gênes        | Gênes              | 3e    | Semi-marathon    | 1 h 18 min 15 s |
| 2017  | Kärnten Läuft                 | Klagenfurt         | 3e    | Semi-marathon    | 1 h 13 min 51 s |
| 2017  | MezzAosta                     | Aoste              | 2e    | Semi-marathon    | 1 h 15 min 41 s |
| 2017  | Morat-Fribourg                | Fribourg           | 2e    | Course populaire | 1 h 2 min 5 s   |
| 2019  | Course de Chiètres            | Chiètres           | 1re   | 15 kilomètres    | 50 min 26 s     |

### Course en montagne
| no   | féminin            | Course                                      | Longueur | Départ            | Temps           |
| ---- | ------------------ | ------------------------------------------- | -------- | ----------------- | --------------- |
| 11e  | Médaille d'or      | Course de montagne du Kitzbüheler Horn      | 12,9 km  | 28 août 2011      | 1 h 9 min 13 s  |
| 19e  | Médaille d'or      | Course de montagne du Grossglockner         | 12,6 km  | 15 juillet 2012   | 1 h 27 min 14 s |
| 9e   | Médaille d'or      | Course de Schlickeralm                      | 11,2 km  | 29 juillet 2012   | 1 h 13 min 13 s |
| 30e  | Médaille de bronze | Course de montagne du Grossglockner         | 12,6 km  | 21 juillet 2013   | 1 h 31 min 21 s |
| 13e  | Médaille d'argent  | Course de Schlickeralm                      | 11,2 km  | 28 juillet 2013   | 1 h 7 min 51 s  |
| 11e  | Médaille d'or      | Course de montagne du Feuerkogel            | 10 km    | 11 août 2013      | 1 h 4 min 50 s  |
| 11e  | Médaille d'or      | Course de montagne du Grossglockner         | 12,6 km  | 13 juillet 2014   | 1 h 21 min 34 s |
| 16e  | Médaille d'argent  | Course de montagne du Karwendel             | 11 km    | 19 juillet 2014   | 1 h 20 min 38 s |
| 9e   | Médaille d'or      | Stralivigno                                 | 21 km    | 25 juillet 2014   | 1 h 20 min 27 s |
| 17e  | Médaille d'or      | Thyon-Dixence                               | 16,3 km  | 3 août 2014       | 1 h 20 min 31 s |
| 2e   | Médaille d'argent  | Championnats du monde de course en montagne | 9 km     | 14 septembre 2014 | 47 min 49 s     |
| 9e   | Médaille d'argent  | Course de Schlickeralm                      | 7,5 km   | 26 juillet 2015   | 42 min 53 s     |
| 14e  | Médaille d'or      | Thyon-Dixence                               | 16,3 km  | 2 août 2015       | 1 h 19 min 51 s |
| 34e  | Médaille d'or      | Sierre-Zinal                                | 31 km    | 9 août 2015       | 2 h 56 min 40 s |
| 5e   | Médaille d'or      | Course de montagne du Kitzbüheler Horn      | 12,9 km  | 30 août 2015      | 1 h 10 min 56 s |
| 27e  | 4e                 | Marathon de la Jungfrau                     | 42,2 km  | 12 septembre 2015 | 3 h 35 min 33 s |
| 36e  | Médaille de bronze | Thyon-Dixence                               | 16,3 km  | 7 août 2016       | 1 h 28 min 27 s |
| 49e  | Médaille d'argent  | Sierre-Zinal                                | 31 km    | 14 août 2016      | 3 h 4 min 54 s  |
| 21e  | Médaille d'or      | Course de montagne du Grossglockner         | 12,6 km  | 16 juillet 2017   | 1 h 26 min 37 s |
| 1re  | Médaille d'or      | Championnats du monde de course en montagne | 13,0 km  | 30 septembre 2017 | 1 h 1 min 26 s  |
| 21e  | Médaille d'or      | Thyon-Dixence                               | 16,3 km  | 6 août 2017       | 1 h 20 min 5 s  |
| 53e  | Médaille d'or      | Sierre-Zinal                                | 31 km    | 13 août 2017      | 2 h 58 min 39 s |
| 8e   | Médaille d'argent  | Course de montagne du Kitzbüheler Horn      | 12,9 km  | 27 août 2017      | 1 h 10 min 42 s |
| 33e  | Médaille de bronze | Kilomètre vertical Chiavenna-Lagùnc         | 3,3 km   | 8 octobre 2017    | 40 min 23 s     |
| 17e  | Médaille d'or      | Thyon-Dixence                               | 16,3 km  | 5 août 2018       | 1 h 23 min 41 s |
| 65e  | Médaille d'or      | Sierre-Zinal                                | 31 km    | 12 août 2018      | 2 h 57 min 54 s |
| 1re  | Médaille d'or      | Championnats du monde de course en montagne | 12,0 km  | 16 septembre 2018 | 1 h 4 min 55 s  |
| 25e  | Médaille d'argent  | Course de montagne du Hochfelln             | 8,9 km   | 30 septembre 2018 | 49 min 15 s     |
| 22e  | Médaille d'or      | Course de Šmarna Gora                       | 10 km    | 6 octobre 2018    | 47 min 51 s     |
| 47e  | Médaille d'or      | Trophée Nasego                              | 20,6 km  | 19 mai 2019       | 1 h 52 min 23 s |
| 27e  | Médaille d'or      | Short-Race du Lac d'Annecy                  | 16 km    | 24 mai 2019       | 1 h 30 min 27 s |
| 26e  | Médaille d'or      | Thyon-Dixence                               | 16,3 km  | 4 août 2019       | 1 h 22 min 35 s |
| 26e  | Médaille d'or      | Course de Šmarna Gora                       | 10 km    | 12 octobre 2019   | 50 min 55 s     |
| 1re  | Médaille d'or      | Trophée Vanoni                              | 5 km     | 27 octobre 2019   | 21 min 16 s     |
| 2e   | Médaille d'argent  | Course de montagne du Mont Kenya            | 12 km    | 22 février 2020   | 53 min 34 s     |
| 39e  | Médaille de bronze | Course de montagne du Grossglockner         | 13,4 km  | 11 juillet 2021   | 1 h 28 min 0 s  |
| 36e  | Médaille d'or      | Montée du Nid d'Aigle                       | 19,5 km  | 17 juillet 2021   | 2 h 6 min 7 s   |
| 10e  | Médaille d'argent  | Trofeo Ciolo                                | 11,7 km  | 26 septembre 2021 | 57 min 21 s     |
| 7e   | Médaille d'argent  | Zumaia Flysch Trail Maratoia Erdia          | 22,2 km  | 3 octobre 2021    | 1 h 42 min 15 s |
| 1re  | Médaille d'or      | Trophée Vanoni                              | 5 km     | 24 octobre 2021   | 22 min 4 s      |
| 40e  | Médaille d'argent  | Course de montagne du Grossglockner         | 13,4 km  | 10 juillet 2022   | 1 h 28 min 28 s |
| 33e  | Médaille d'argent  | Giir di Mont                                | 32 km    | 31 juillet 2022   | 4 h 1 min 41 s  |
| 123e | 6e                 | Sierre-Zinal                                | 31 km    | 13 août 2022      | 3 h 6 min 38 s  |
| 8e   | Médaille d'or      | Zumaia Flysch Trail Maratoia Erdia          | 22,2 km  | 2 octobre 2022    | 1 h 39 min 59 s |
| 25e  | Médaille de bronze | Montemuro Vertical Run                      | 10,4 km  | 2 juillet 2023    | 1 h 9 min 20 s  |
| 28e  | Médaille d'or      | Giir di Mont                                | 32 km    | 30 juillet 2023   | 4 h 2 min 56 s  |
| 25e  | Médaille de bronze | Thyon-Dixence                               | 16,35 km | 6 août 2023       | 1 h 24 min 34 s |
| 22e  | Médaille de bronze | Canfranc-Canfranc Vertical                  | 4,4 km   | 8 septembre 2023  | 45 min 55 s     |
| 18e  | Médaille d'argent  | Canfranc-Canfranc 16K                       | 16 km    | 10 septembre 2023 | 2 h 10 min 32 s |
| 19e  | Médaille d'argent  | Primiero Dolomiti Trail                     | 10,2 km  | 30 septembre 2023 | 52 min 33 s     |
| 24e  | Médaille de bronze | Ivrea-Mombarone                             | 20 km    | 22 septembre 2024 | 2 h 32 min 57 s |

## Records
| Épreuve       | Performance     | Date              | Lieu     |
| ------------- | --------------- | ----------------- | -------- |
| 5 kilomètres  | 16 min 19 s     | 10 septembre 2011 | Prague   |
| 10 kilomètres | 32 min 48 s     | 13 mars 2011      | Brescia  |
| 15 kilomètres | 49 min 27 s 1   | 15 mars 2014      | Chiètres |
| Semi-marathon | 1 h 10 min 52 s | 23 mars 2014      | Milan    |
| Marathon      | 2 h 37 min 47 s | 11 mai 2014       | Skopje   |